# Luzula fallax
Luzula fallax är en tågväxtart som beskrevs av Kirschner. Luzula fallax ingår i Frylesläktet som ingår i familjen tågväxter. Inga underarter finns listade i Catalogue of Life.